# 미하엘 쉥커 그룹

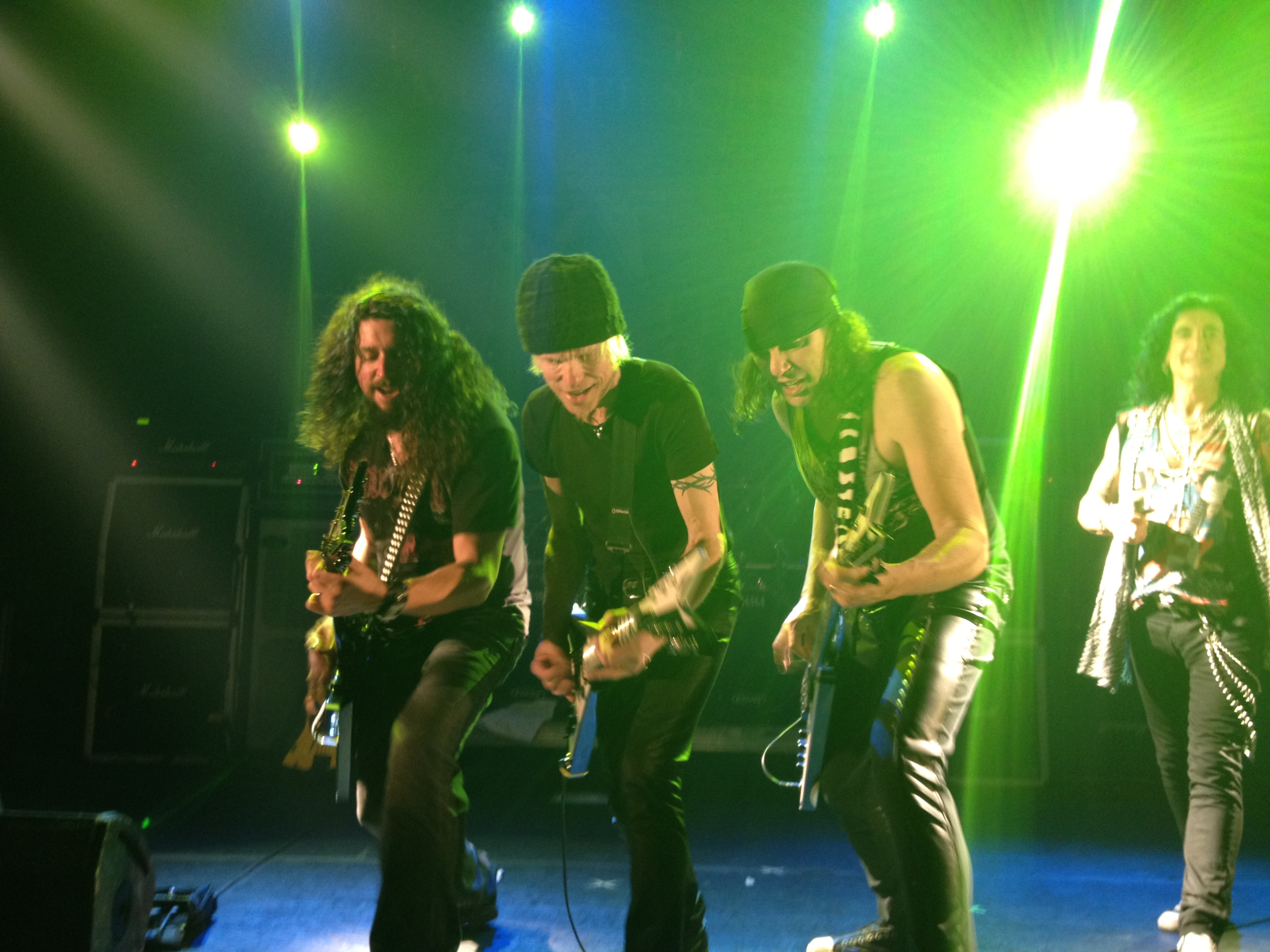
2012년

미하엘 쉥커 그룹 (Michael Schenker Group, MSG)은 1980년에 결성된 록 그룹으로 미하엘 쉥커(Michael Schenker)가 이끄는 그룹이다.
기존에 스콜피언스와 UFO를 거쳐, 자신만의 록 음악을 개척하기 위하여 만든 밴드로, 초기에 코지 파웰, 게리 바든 등으로 이루어진 슈퍼밴드였다.
현재도 왕성하게 활동중이며, 2008년에는 한국 멜론악스홀에서 공연하였고, 2012년 여수 엑스포에 독일을 홍보하기 위하여, 공연한 적이 있다.
최근에 발매된 앨범으로는 Michael Schenker's Temple Of Rock : Bridge The Gap 이 있다.